# جائحة فيروس كورونا في شمال آسيا 2020
شُخِّصَت أولى حالات جائحة كوفيد-19 في آسيا الشمالية يوم 31 يناير 2020. شملت تدابير الوقاية تقييد حركة الحدود بين الصين وروسيا والاختبارات المكثفة. وشملت الإجراءات لاحقًا إلغاء الاحتفالات وإغلاق المدارس والمسارح والمتاحف، وإغلاق الحدود، وإعلان عطلة حتى 30 أبريل على الأقل. فُرِضَت عمليات الإغلاق في الغالبية العظمى من كيانات روسيا الاتحادية الفيدرالية نهاية شهر مارس. أُكِّدَت حالات في جميع الكيانات، بحلول 17 أبريل.
بحلول 21 أبريل، سُجِّلَت 2,733 إصابة مؤكدة في روسيا الآسيوية. يُعدّ كيان كراسنويارسك كراي من أكثر الكيانات بعدد الإصابات، في حين سجلت المنطقة الفيدرالية الأورالية العدد الأكبر من الإصابات بين المناطق.

## الخلفية
أكدت منظمة الصحة العالمية (دبليو إتش أو) يوم 12 يناير عام 2020، أنّ فيروس كورونا المستجد سبّب مرضًا تنفسيًا لمجموعة من الناس في مدينة ووهان في مقاطعة خوبي الصينية، الذين أصلًا كانوا قد لفتوا انتباه منظمة الصحة العالمية في 31 ديسمبر 2019.
مقارنةً مع جائحة المتلازمة التنفسية الحادة الوخيمة عام 2003، فإن معدل الإماتة لكوفيد-19 أقل بكثير، لكن الانتقال أعلى بشكلٍ ملحوظ، مع إجمالي عدد الوفيات.

## الجدول الزمني

### يناير-فبراير 2020
24 يناير: طُوّرَت أول أنظمة فحص ووزعت إلى المختبرات حول البلاد.
31 يناير: شُخّصَت حالتان، الأولى في تيومين، والأخرى في تيشتا، كراي عبر البايكال. كلتا الحالتين تحمل الجنسية الصينية، وشفيتا لاحقًا.

### مارس 2020
14 مارس: شُخصت أول حالتين في أوبلاست كيمروفسكايا.
15 مارس: شُخصت حالة جديدة في تيومين.
17 مارس: شُخصت ثلاث حالات في كل من كراسنويارسك كراي، وخقاسيا، وأوبلاست سفردلوفسك.
18 مارس: شُخصت حالتان في كل من نوفوسيبيرسك أوبلاست، و تومسك أوبلاست.
19 مارس: شُخصت 14 حالة جديدة، منها أولى الحالات في كل من ياقوتيا، وخاباروفسك كراي، وأوكروغ خانتي-مانسي ذاتية الحكم.
20 مارس: شُخصت تسع حالات جديدة، منها ست في نوفوسيبيرسك أوبلاست، وحالة في تيومين أوبلاست.
21 مارس: شُخصت ثماني حالات جديدة في 6 كيانات فيدرالية، تشمل أولى الحالات في أوبلاست تشيليابنسك، وأوبلاست كورغان (حالة لكل منها).
24 مارس: شُخصت ست حالات جديدة، تشمل أولى الحالات في بريمورسكي كراي.
26 مارس: شُخصت 26 حالة جديدة، مع أولى الحالات في بورياتيا.
28 مارس: شُخصت أولى الحالات في ساخالين أوبلاست.
29 مارس: شُخصت أولى الحالات في كل من إركوتسك أوبلاست، وأوبلاست أمور، وأوبلاست أومسك.
30 مارس: شُخصت أول حالة في كراي ألطاي.
31 مارس: شُخصت أول حالة ماغادان أوبلاست.

### أبريل 2020
3 أبريل: شُخصت أول حالة في الأوبلاست اليهودية الذاتية.
5 أبريل: شُخصت أول حالتين في كراي كامشاتكا.
10 أبريل: شُخصت أول ست حالات في توفا.
15 أبريل: شُخصت أول حالة في أوكروغ تشوكوتكا الذاتية
17 أبريل: شُخصت أول حالة في جمهورية ألطاي، آخر كيان فيدرالي يصله الفيروس.

## ردود الأفعال الحكومية
طبّقت روسيا تدابير وقائية للحد من انتشار كوفيد-19 في البلاد من خلال فرض الحجر الصحي، وتعقب حاملي الفيروسات المحتملين واستخدام ميزة التعرف على الوجه لفرض تدابير الحجر الصحي. شملت تلك التدابير لمنع حدوث أزمة في روسيا حظر تصدير الأقنعة الطبية وتعطيل المدارس على نطاق واسع. واتخذت الحكومة الروسية أيضًا إجراءات لمنع دخول المواطنين الأجانب القادمين من الدول المتضررة بشدة إلى روسيا.
نصحت هيئة الرقابة الصحية الاستهلاكية الروسية المعروفة باسم (الخدمة الاتحادية لمراقبة حقوق المستهلك ورفاه الإنسان) السياح بالامتناع عن زيارة مدينة ووهان والابتعاد عن حدائق الحيوان والأسواق الصينية التي تبيع الحيوانات والمأكولات البحرية. كما أعلنت الوكالة عن الشروع في تطوير لقاح ضد الفيروس، بالاعتماد على توصيات منظمة الصحة العالمية.
أُخلي 144 روسيًا من مدينة ووهان، أولى بؤر تفشي المرض، وعُزلوا في منطقة تيومين أوبلاست لمدة أسبوعين من تاريخ 5 فبراير.
في 4 مارس، حظرت روسيا مؤقتًا تصدير الأقنعة الطبية والقفازات والعَصائِب (الضِمادات) والبدلات الواقية.
أعلنت روسيا في 21 مارس عن تسليم أكثر من 100,000 مجموعة من معدات إجراء الاختبار إلى 13 دولة، بما في ذلك كوريا الشمالية المجاورة.

### القيود على السفر والدخول
قيدت مدينة بلاغوفيشتشينسك الروسية، بالقرب من الحدود الصينية، الدخول إلى البلاد في 23 يناير. ألغيت الدبلوماسية الثقافية والزيارات الرسمية للصين. دعا حاكم ولاية أوبلاست أمور، فاسيلي أورلوف السكان إلى التخلي عن الرحلات إلى الصين كليًا. أُخبر سكان المدن الكبيرة بتجنب الاتصال بالسياح القادمين من الصين.
صرّحت نائبة رئيس الوزراء تاتيانا غوليكوفا في 31 يناير: «ستقيد روسيا دخول الأجانب الوافدين من الصين».
حُظِر دخول المواطنين الصينيين في 20 فبراير. عُلِّقَ دخول المواطنين الصينيين الذين يدخلون روسيا بغرض العمل، ولأسباب خاصة وتعليمية وسياحية مؤقتًا.
منعت روسيا المواطنين الإيرانيين من دخول روسيا في 28 فبراير، وقالت إنها ستقيد دخول المواطنين الكوريين الجنوبيين أيضًا اعتبارًا من 1 مارس. عُلِّقَت الرحلات الجوية بين روسيا وكوريا الجنوبية، باستثناء الرحلات التي تطلقها شركتي إيروفلوت وأورورا.
أعلنت شركة إيروفلوت في 4 مارس عن إيقاف رحلاتها من وإلى هونغ كونغ ابتداءً من يوم 9 مارس.
قُيّدت الرحلات من وإلى ألمانيا وإيطاليا وفرنسا وإسبانيا ابتداءً من 13 مارس. كما توقفت روسيا عن إصدار تأشيراتٍ سياحية للإيطاليين وأغلقت الحدود أمام الإيطاليين والأجانب القادمين من إيطاليا.
منذ 16 مارس، اقتصرت الرحلات من وإلى الاتحاد الأوروبي والنرويج وسويسرا على الرحلات الجوية المنتظمة بين العواصم (جنيف في حالة سويسرا) والرحلات الجوية المستأجرة. أعلن رئيس الوزراء الروسي ميخائيل ميشوستين أنه سيُفرَض حظر على دخول الأجانب من 18 مارس وحتى 1 مايو. أعلنت وزارة خارجية الاتحاد الروسي في 17 مارس عن توقف السفارات والقنصليات الروسية إصدار جميع أنواع التأشيرات، بما في ذلك التأشيرات الإلكترونية، مع استثناءات للدبلوماسيين، والأشخاص الذين يحضرون الجنازات والمسافرين العابرين.
قيدت روسيا في 23 مارس السفر جوًا من جميع أنحاء العالم، باستثناء الرحلات الجوية المستأجرة التي تهدف إلى نقل المواطنين الأجانب إلى بلدانهم والرعايا الروس إلى روسيا، حتى يجري إجلاء الجميع.
خففت الحكومة الروسية في 25 مارس من حظر السفر للسماح بدخول أقارب المواطنين الروس.
عُلقت جميع الرحلات الدولية المنتظمة والمستأجرة في 27 مارس، باستثناء الرحلات بغرض إعادة الروس إلى بلادهم.
قررت خدمة نقل السيارات من بلابلاكار تعليق أنشطتها عبر روسيا اعتبارًا من 30 مارس.
قررت الحكومة الروسية في 28 مارس، إغلاق جميع نقاط تفتيش السيارات والسكك الحديدية والمشاة والأنهار، وغيرها من نقاط التفتيش الحدودية، مع استثناءات مماثلة لاستثناءات قيود السفر الجوي. من المفترض أن الحظر كان قد نُفِّذ في 30 مارس.

### التدابير المطبقة على الصعيد الوطني
في 14 و15 مارس، أوصت كل من وزارة التربية ووزارة العلوم والتعليم العالي الأقاليم بتبني سياسة التعلم عن بعد في حال تطلب ذلك.
أعلنت وزارة الثقافة في 17 مارس إغلاق جميع المؤسسات الثقافية الخاضعة لسلطتها، بما في ذلك المتاحف والمسارح والحفلات السيمفونية والسيرك. صرّح الرئيس فلاديمير بوتين في ذات اليوم نفسه أن الوضع «تحت السيطرة بشكلٍ عام».
أعلن وزير التربية سيرغي كرافتسوف في 18 مارس عن إغلاق جميع المدارس الروسية من 23 مارس وحتى 12 أبريل.
في 19 مارس، طلبت كبيرة أطباء هيئة الصحة في روسيا آنا بوبوفا من جميع الأشخاص الذين يصلون من الخارج الخضوع لعزل ذاتي لمدة أسبوعين. توقفت المحاكم الروسية عن البت في جميع القضايا إلا المستعجل منها بسبب الوباء حتى 10 أبريل.
اتخذت الحكومة الروسية في 24 مارس عددًا من القرارات، التي تضمنت توجيهات للسلطات الإقليمية بتعليق أنشطة جميع النوادي الليلية ودور السينما ومراكز الترفيه للأطفال وحظر تدخين النرجيلة في أي مطعم أو مقهى. أوصى البنك المركزي جميع البنوك بالاحتفاظ بالأموال لمدة 3-4 أيام قبل توفيرها للعملاء أو تعبئة آلات الصراف الآلي، وتقييد استخدام آلات الصراف الآلي التي تدور النقود.
أعلن الرئيس بوتين في خطاب متلفز إلى الأمة يوم 25 مارس، عن تأجيل الاستفتاء الدستوري الروسي لعام 2020 بسبب فيروس كورونا. وأضاف أن الأسبوع التالي سيكون عطلةً مدفوعة الأجر في كل أنحاء البلاد وحث المواطنين الروس على البقاء في منازلهم. وأعلن أيضًا عن قائمة تدابير الحماية الاجتماعية ودعم الشركات الصغيرة والمتوسطة وتغييرات في السياسة المالية.
في 26 مارس، أمر وزير العلوم والتعليم العالي فاليري فالكوف جميع الجامعات بالإغلاق من 28 مارس وحتى 5 أبريل.
أمر رئيس الوزراء ميخائيل ميشوستين يوم 27 مارس وذلك لتنفيذ ما جاء في خطاب بوتين، بإلغاء جميع الحجوزات في الفنادق العائلية والمساكن الثانوية من 28 مارس وحتى 1 يونيو، وأوصى السلطات الإقليمية بإغلاق جميع مناطق التزلج على الثلج في المنتجعات لنفس المدة السابقة، وأمر بإجبار جميع أماكن تناول الطعام العامة (باستثناء خدمات التوصيل) على تعليق أنشطتها من 28 مارس وحتى 5 أبريل، وأوصى المواطنين بالامتناع عن السفر. كما أعلنت وزارة التربية تأجيل امتحان الدولة الموحدة من نهاية مايو إلى بداية يونيو.
حثّ ميشوستين في 30 مارس جميع الأقاليم على اتخاذ إجراءات الحظر. وأعلن أيضًا عن مشروع قانون لرفع غرامات خرق شروط الحجر الصحي.

خريطة الكيانات الاتحادية التي أعلنت "نظام الحجر الذاتي":
نظام البقاء في المنزل
قيود وتوصيات جزئية

وافقت الجمعية الاتحادية الروسية في 31 مارس على قانون يسمح لمجلس الوزراء التنفيذي بإعلان حالة الطوارئ بمفرده. في السابق، كان بإمكان لجنة بقيادة وزير حالات الطوارئ أن تفعل ذلك فقط.
أعلن رئيس الوزراء ميخائيل ميشوستين ووزير الاتصالات ماكسوت شادايف في 1 أبريل، عن إنشاء نظام لتتبع منتهكي الحجر الصحي بناءً على بيانات مشغلي شبكات الهاتف المحمول. سيتلقى المنتهكون رسالة نصية، وفي حال خرقهم الحجر بشكلٍ منتظم، ستُرسل المعلومات إلى الشرطة.
أعلن الرئيس بوتين يوم 2 أبريل عن فترة عطلة تمتد حتى 30 أبريل.

### الحظر (الإغلاقات)
أُعلن عن أوامر الحظر يوم 30 مارس في بعض مناطق ياقوتيا وإركوتسك أوبلاست وأوبلاست سفردلوفسك.
في 31 مارس، أُعلن عن «نظام العزل الذاتي» في كل من جمهوريات ألطاي، وبورياتيا، وخقاسيا، وتوفا، وكراي ألطاي، وخاباروفسك كراي (لمن تجاوزوا 65 عامًا)، وكراسنويارسك كراي، و بريمورسكي كراي، وكراي عبر البايكال، وأوبلاست تشيليابنسك، وأوبلاست كيمروفسكايا، وأوبلاست كورغان، وماغادان أوبلاست، ونوفوسيبيرسك أوبلاست، وأوبلاست أومسك، وساخالين أوبلاست، وتومسك أوبلاست، وأوكروغ خانتي-مانسي ذاتية الحكم، وأوكروغ يامالو-نينيتس الذاتية، والأوبلاست اليهودية الذاتية. قيدت جمهوريات ياقوتيا بيع الكحول.
أُعلن يوم 1 أبريل عن الحظر في كراي كامشاتكا وخاباروفسك كراي.
أُعلن يوم 2 أبريل عن الحظر في أوبلاست أمور (لمن تجاوزوا 65 عامًا) وتيومين أوبلاست وأوكروغ تشوكوتكا الذاتية.

## الإحصائيات
| الكيان الاتحادي                | العدد الكلي | العدد الكلي | العدد الكلي | العدد الكلي    | لكل مليون نسمة | لكل مليون نسمة |
| الكيان الاتحادي                | الحالات     | المعافون    | الوفيات     | الحالات النشطة | الحالات        | الوفيات        |
| 27 كيان من أصل 27              | 2,733       | 341         | 23          | 2,369          | 81             | 0.7            |
| كراسنويارسك كراي               | 370         | 17          | 2           | 351            | 129            | 0.7            |
| تيومين أوبلاست                 | 290         | 28          | 2           | 260            | 189            | 1.3            |
| خاباروفسك كراي                 | 243         | 16          | 5           | 222            | 185            | 3.8            |
| أوبلاست سفردلوفسك              | 233         | 55          | 1           | 177            | 54             | 0.2            |
| أوكروغ خانتي-مانسي ذاتية الحكم | 197         | 22          | 0           | 175            | 118            | 0              |
| أوكروغ يامالو-نينيتس الذاتية   | 146         | 7           | 1           | 138            | 268            | 1.8            |
| نوفوسيبيرسك أوبلاست            | 135         | 16          | 4           | 115            | 48             | 1.4            |
| كراي ألطاي                     | 127         | 9           | 0           | 118            | 55             | 0              |
| بورياتيا                       | 125         | 38          | 2           | 85             | 127            | 2              |
| ياقوتيا                        | 111         | 16          | 0           | 95             | 114            | 0              |
| بريمورسكي كراي                 | 104         | 7           | 2           | 95             | 55             | 1.1            |
| أوبلاست تشيليابنسك             | 92          | 35          | 0           | 57             | 27             | 0              |
| خقاسيا                         | 84          | 4           | 0           | 80             | 157            | 0              |
| إركوتسك أوبلاست                | 68          | 12          | 3           | 53             | 28             | 1.3            |
| ماغادان أوبلاست                | 65          | 1           | 0           | 64             | 464            | 0              |
| كراي عبر البايكال              | 50          | 4           | 0           | 46             | 47             | 0              |
| كراي كامشاتكا                  | 48          | 4           | 0           | 44             | 154            | 0              |
| أوبلاست كيمروفسكايا            | 47          | 11          | 1           | 35             | 18             | 0.4            |
| الأوبلاست اليهودية الذاتية     | 43          | 4           | 0           | 39             | 271            | 0              |
| أوبلاست أومسك                  | 41          | 16          | 0           | 25             | 21             | 0              |
| تومسك أوبلاست                  | 37          | 4           | 0           | 33             | 34             | 0              |
| أوبلاست أمور                   | 20          | 4           | 0           | 16             | 25             | 0              |
| ساخالين أوبلاست                | 19          | 8           | 0           | 11             | 39             | 0              |
| أوبلاست كورغان                 | 15          | 3           | 0           | 12             | 18             | 0              |
| توفا                           | 13          | 0           | 0           | 13             | 40             | 0              |
| جمهورية ألطاي                  | 8           | 0           | 0           | 8              | 36             | 0              |
| أوكروغ تشوكوتكا الذاتية        | 2           | 0           | 0           | 2              | 39             | 0              |

## روابط خارجية
- البيانات والخرائط ، يتم تحديثها بشكل متكرر:
  - "Coronavirus Russia updates and news" (بالإنجليزية والروسية). Archived from the original on 2020-06-17. Retrieved 2020-04-04. {{استشهاد ويب}}: الوسيط غير المعروف |trans_title= تم تجاهله يقترح استخدام |عنوان مترجم= (help)